# Мансур ибн Кутулмыш
Мансур ибн Кутулмыш (староанатол. тур. منصور بن قتلمش; убит в 1078 году) — старший сын родоначальника анатолийской ветви династии Сельджукидов Кутулмыша, брат будущего первого иконийского султана Сулейман-шаха I. Вместе с братом стремился отделиться от Сельджукской империи и создать самостоятельное сельджукское государство в Анатолии. Убит в сражении с полководцем султана Мелик-шаха I Бурсуком.